# Sèina (Gard)
Sèina (en francès Seynes) és un municipi francès situat al departament del Gard i a la regió d'Occitània.